# 南河内町
南河内町（みなみかわちまち）は、栃木県河内郡に属していた町である。
平成12年国勢調査による通勤率は、小山市へ11.4%、宇都宮市へ11.1%。平成17年国勢調査による通勤率は、宇都宮市へ11.4%、小山市へ11.2%。2006年1月10日、隣接する下都賀郡国分寺町、同郡石橋町と新設合併して下野市となり、廃止した。
町の西部に自治医科大学（自治医大駅の所在地は旧国分寺町）、その南側一帯には都市再生機構が開発した県内最大の住宅団地「グリーンタウンしもつけ」があり、東京のベッドタウンとして人口が増加した。

## 地理
- 町の中央寄り北側の旧中心街の薬師寺地区に、下野薬師寺跡がある。
- 東部は鬼怒川・江川・田川等の河川が流れており、農村地帯が広がる米所でもある。
- 北部に男体山、南東部に筑波山等が見渡せる。特に東部の田園地帯から見る筑波山は大変美しい。

## 歴史
旧石器時代から先人が住み始めたといわれ、絹板六大遺跡や北原古墳群等が残される。
飛鳥時代後期には、旧東山道が通っており下野薬師寺が建立された。下野薬師寺には、僧侶の修行の場である戒壇院が設けられ、奈良の東大寺・九州の観世音寺の戒壇院と共に日本三戒壇と呼ばれている。現在では近世建立の六角堂のみが残されており、回廊の一部等が復元されている。
江戸時代以前は、大字薬師寺、大字本吉田等は河内郡に属し、大字三王山、大字上吉田、大字下吉田、大字花田、大字下坪山等いくつかの村々は都賀郡に属していたが、後に河内郡に属すことになる。大字本吉田村は鎌倉時代より鬼怒川右岸の船運により栄えていた地域といわれている。
中世以降、小山氏一族の薬師寺氏、結城氏の配下に置かれた。江戸期には佐竹氏、または、旗本・代官の支配地になり、いくつかの村が秋田藩にも属した。
明治期、廃藩置県により多くが日光県に属し、石橋分庁舎の管轄に置かれた。1873年（明治6年）には栃木県となり静かな農村地帯として歩む。
1972年に自治医科大学が開学し、さらに1983年には国鉄（当時）自治医大駅（国分寺町（現下野市））が開業すると、住宅・都市整備公団による自治医大周辺の都市開発が進み、1990年の国勢調査で13,224人だった人口が2000年の国勢調査では21,235人まで増加し、合併前の旧3町のうちで最も人口が多かった。

### 沿革
- 1889年（明治22年）4月1日 - 町村制施行により吉田村（よしだむら）と薬師寺村（やくしじむら）の2村が誕生する。
- 1955年（昭和30年）4月29日 - 吉田村と薬師寺村が合併し南河内村となる。
- 1971年（昭和46年）4月1日 - 町制施行、南河内町となる。
- 2006年（平成18年）1月10日 - 下都賀郡国分寺町、同郡石橋町と新設合併して下野市となる。

## 行政
- 南河内村長

| 代 | 氏名       | 就任                      | 退任                      | 備考         |
| -- | ---------- | ------------------------- | ------------------------- | ------------ |
| 1  | 岩瀬鉾太郎 | 1955年（昭和30年）5月20日 | 1959年（昭和34年）5月19日 | 元吉田村長   |
| 2  | 園部一郎   | 1959年（昭和34年）5月20日 | 1967年（昭和42年）5月19日 | 元薬師寺村長 |
| 3  | 野沢宗治   | 1967年（昭和42年）5月20日 | 1971年（昭和46年）3月31日 |              |

- 南河内町長

| 代 | 氏名       | 就任                      | 退任                      | 備考                         |
| -- | ---------- | ------------------------- | ------------------------- | ---------------------------- |
| 1  | 野沢宗治   | 1971年（昭和46年）4月1日  | 1991年（平成3年）5月19日  |                              |
| 2  | 坂本信亥   | 1991年（平成3年）5月20日  | 1999年（平成11年）5月19日 |                              |
| 3  | 宇賀持正紀 | 1999年（平成11年）5月20日 | 2006年（平成18年）1月9日  | 下野市の市長職務執行者に就任 |

出典:『栃木県町村会七十年史』, p. 463、『栃木県歴史人物事典』, p. 673-674

### 広域行政
県の管轄が県河内庁舎に属し、ゴミ清掃・保健衛生等の広域行政は小山市を中心とした1市3町に属している。また、消防組合は石橋町を中心とした、石橋地区5町で構成し、自衛隊の管轄は真岡事務所である。

### 独自の行政
県内では先駆け、住民自治が比較的進んでおり、住民が自ら制定したまちづくり基本条例や、環境基本条例等がある。環境面では、国分寺町と南河内町内のスーパー・コンビニなどでノーレジ袋デーが実施され、住民の活動が盛んである。

## 経済

### 産業
農産物は主にホウレンソウ、かんぴょう、タマネギ、米が生産されている。
結城紬の産地としても有名。
東京から80km、国道50号、国道4号と北関東自動車道に比較的に近い立地条件。町の南西部に新4号を軸にした工業団地があり、ソニー等の工場が点在している。

## 地域

### 教育
- 自治医科大学
- 自治医科大学看護短期大学
- 南河内町立南河内中学校
- 南河内町立第二中学校
- 南河内町立祇園小学校
- 南河内町立緑小学校
- 南河内町立薬師寺小学校
- 南河内町立吉田西小学校
- 南河内町立吉田東小学校
- 南河内町立図書館

合併後、南河内町立は下野市立になった。

## 交通

### 鉄道路線
旧町域内に鉄道駅は無いが、JR宇都宮線（東北本線）自治医大駅が玄関口となる。

### 道路
- 高速道路
  - 東北自動車道 栃木IC（栃木市）より東に約20分。
  - 北関東自動車道 宇都宮上三川IC（上三川町）より南に約15分。
- 一般国道
  - 国道4号
  - 新4号国道：町の中央を南北に縦断している。
- 県道（主要地方道）
  - 栃木県道・茨城県道35号宇都宮結城線
  - 栃木県道44号栃木二宮線

### バス
- 自治医大駅東口よりふれあい館行き町内循環バス（福祉巡回バス）ふれあい号が、ふれあい館の休館日を除く平日のみ運行されている。
- 一般路線バス - 関東自動車

## 名所・旧跡・観光スポット・祭事・催事
- 下野薬師寺
- エコライフまつり
- 白鳳ふれあい祭（旧南河内町民まつり）